# Mark Buckingham
Mark Buckingham é um desenhista e arte-finalista britânico, que se tornou conhecido, durante a década de 1990, por seu trabalho nas séries Marvelman, Morte, O Preço da Vida e Morte, O Grande Momento da Vida, todas em parceria com o escritor Neil Gaiman. Em anos mais recentes, Buckingham atraiu atenção da crítica e público pelas séries Peter Parker: O Homem Aranha e Fábulas, e, pela última, chegou a vencer diferentes categorias dos Prêmios Eisner no decorrer dos anos.

## Biografia
Buckingham atraiu considerável atenção da mídia a partir da década de 1990, quando começou a trabalhar, ao lado roteirista Neil Gaiman, na revista Marvelman. O trabalho da dupla, entretanto, nunca foi concluído, pois a editora Eclipse Comics entrou em processo de falência pouco antes de publicar Marvelman #25, que já havia sido totalmente desenhada por Buckingham, mas ainda iria ser colorizada. A edição faria parte do segundo de três arcos de história planejados, mas, com a subsequente disputa pelos direitos autorais do personagem e pela propriedade tanto da massa falida da editora quanto dos conceitos utilizados nas histórias, tais histórias nunca seriam produzidas.
À época, Gaiman também era o responsável pelos roteiros da série Sandman, publicada pela DC Comics através de seu selo editorial Vertigo, e o sucesso da revista, em particular da personagem Morte, levou à publicação de duas minisséries nas quais Buckingham trabalharia como arte-finalista do desenhista Chris Bachalo: Morte, O Preço da Vida e Morte, O Grande Momento da Vida. A parceria com Bachalo continuaria nos anos seguintes, nas séries Generation X e Ghost Rider 2099, publicadas pela Marvel Comics. Pela editora, Buckingham trabalharia ainda ao lado do escritor Paul Jenkins na revista Peter Parker: Spider-Man.
Enquanto trabalhava em Peter Parker, Buckingham foi convidado a participar da série Fábulas, criada pelo escritor Bill Willingham, que a Vertigo planejava lançar em 2002. Inicialmente, a editora prtendia ter um desenhista diferente à cada arco de história - modelo que havia adotado em Sandman. Buckingham desenharia apenas o segundo, sucedendo Lan Medina, mas acabou retornando a série inúmeras vezes, tornando-se o desenhista regular da publicação nos anos seguintes. Em 2010, Fábulas ultrapassou a marca de 100 edições lançadas, e Buckingham estreou como escritor numa história curta desenhada por Willingham.

### Vida pessoal
Buckingham é casado desde agosto de 2006 com a jornalista Irma Page. O matrimônio correu em Gijón, na Espanha, onde o casal reside atualmente, com Neil Gaiman como padrinho.

## Carreira
A arte de Buckingham consta nas seguintes obras:
- Hellblazer #18-22 (com roteiros de Jamie Delano e arte-final de Alfredo Alcala, Vertigo, 1989)
- Miracleman #17-23 (com roteiros de Neil Gaiman, Eclipse Comics, 1990–1993)
- Shade the Changing Man #54-60 (com roteiros de Peter Milligan e arte-final de Rick J. Bryant, Vertigo, 1994–1995)
- Peter Parker: Spiderman #20-25, 27-28, 30-35, 37-41, 48-50 (com roteiros de Paul Jenkins e arte-final de Wayne Faucher, Marvel Comics, 2000-2003)
- Fábulas #6-10, 14-27, 30-33, 36-38, 40-45, 48-50, 52-56, 59-63, 65-69, 71-75, 77-81, 83, 87-91, 94-98, 100- (com roteiros de Bill Willingham e arte-final de Steve Leialoha, Vertigo, 2002, ainda em publicação)

## Prêmios
- 2003: Eisner Award de "Melhor série nova" ("Best New Series"), por Fábulas (compartilhado com Bill Willingham, roteirista, Lan Medina, desenhista do primeiro arco, e Steve Leialoha, arte-finalista)[9]
- 2005: Eisner Award de "Melhor história serializada", por "March of the Wooden Soldiers", publicada em Fables #19–27 (compartilhado com Willingham e Leialoha)[10]
- 2006: Eisner Award de "Melhor história serializada", por "Return to the Homelands", publicada em Fables #36–38, 40–41 (compartilhado com Willingham e Leialoha)[11]
- 2007: Eisner Award de "Melhor desenhista/arte-finalista ou dupla desenhista e arte-finalista", por Fábulas (compartilhado com Leialoha)[12]